# Лавинно-пролётный диод
Лави́нно-пролётный дио́д (ЛПД, IMPATT-диод) — диод, основанный на лавинном умножении носителей заряда. Лавинно-пролётные диоды применяются в основном для генерации колебаний в диапазоне СВЧ. Процессы, происходящие в полупроводниковой структуре диода, ведут к тому, что активная составляющая комплексного сопротивления на малом переменном сигнале в определённом диапазоне частот отрицательна. На вольт-амперной характеристике лавинно-пролётного диода, в отличие от туннельного диода, отсутствует участок с отрицательным дифференциальным сопротивлением. Рабочей для лавинно-пролётного диода является область лавинного пробоя.
Идея, лежащая в основе работы лавинно-пролётного диода, сформулирована в 1958 году У. Т. Ридом (W. Т. Read). Эффект генерации колебаний при лавинном пробое обнаружен в 1959 году А. С. Тагером, А. И. Мельниковым и другими (НПП «Исток», г. Фрязино Московской области). Первый лавинно-пролётный диод был разработан в лаборатории СВЧ-диодов НИИ «Пульсар» под руководством В. М. Вальд-Перлова.

## Устройство и принцип работы

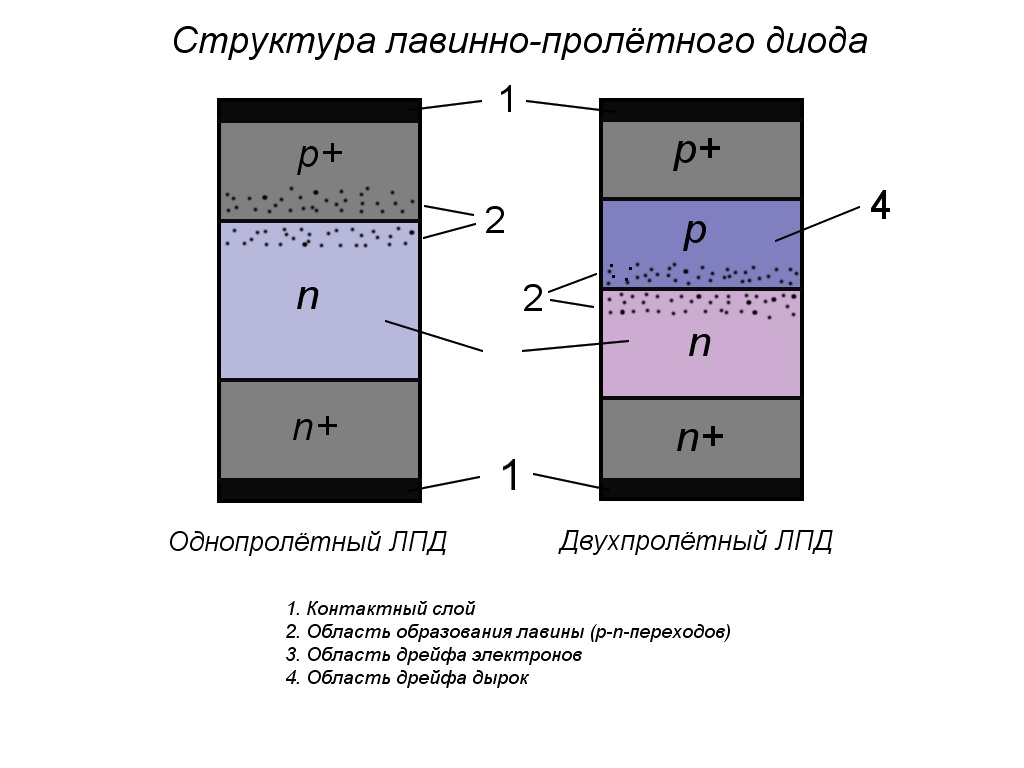
Структура ЛПД

Для изготовления лавинно-пролётных диодов используют кремний и арсенид галлия. Такие диоды могут иметь различные полупроводниковые структуры: p+-n-n+, p+-n-i-n+, m-n-n+ (m-n — переход металл-полупроводник), n+-n-p-p+ и другие. Распределение концентраций примесей в переходах должно быть как можно ближе к ступенчатому, а сами переходы — максимально плоскими.
Принцип работы лавинно-пролётного диода рассмотрим на примере p+-n-n+ структуры. Центральная слаболегированная n-область называется базой.
При напряжении, близком к пробивному, обеднённый слой p+—n-перехода распространяется на всю базу. При этом напряжённость электрического поля растёт от n-n+-перехода к p+-n переходу, вблизи которого можно выделить тонкую область, в котором напряжённость превышает пробивное значение, и происходит лавинное размножение носителей. Образующиеся при этом дырки утягиваются полем в p+-область, а электроны дрейфуют к n+-области. Эта область называется слоем лавинного размножения. За его пределами дополнительных электронов не возникает. Таким образом, слой лавинного размножения является поставщиком электронов.
При подаче на контакты диода переменного напряжения такого, что в течение положительного полупериода напряжение существенно больше, а в течение отрицательного — существенно меньше напряжения пробоя, ток в слое умножения приобретает вид коротких импульсов, максимум которых запаздывает по отношению к максимуму напряжения приблизительно на четверть периода (лавинное запаздывание). Из слоя умножения периодически выходят сгустки электронов, которые движутся через слой дрейфа в течение отрицательного полупериода, когда процесс генерации электронов в слое умножения прекращается. Движущиеся сгустки наводят во внешней цепи ток, почти постоянный в течение времени пролёта. Таким образом, ток в диоде имеет вид прямоугольных импульсов. Этот режим работы диода называется пролётным (IMPATT-диоды). КПД этого режима не превышает 0,3.
Если амплитуда переменного напряжения на диоде достигает значения, примерно равного пробивному напряжению, то в лавинной области образуется столь плотный объёмный заряд электронов, что напряжённость поля со стороны p+-области понижается практически до нуля, а в области базы повышается до уровня, достаточного для развития процесса ударной ионизации. В результате этого процесса слой лавинного умножения смещается и формируется в области базы на фронте сгустка электронов. Таким образом, в области дрейфа образуется движущаяся в направлении n+-области лавина, которая оставляет за собой большое количество электронов и дырок. В области, заполненной этими носителями, напряжённость поля понижается почти до нуля. Это состояние принято называть компенсированной полупроводниковой плазмой, а режим работы лавинно-пролётного диода — режимом с захваченной плазмой (TRAPATT-диоды).
В этом режиме можно выделить три фазы. Первая — образование лавинного ударного фронта, прохождение его через диод, оставляя его заполненным плазмой, захваченной слабым электрическим полем. Ток, текущий через диод в этой фазе, существенно увеличивается из-за дополнительного размножения носителей в базе, а напряжение на диоде за счёт образования плазмы снижается почти до нуля. Вторая фаза — период восстановления. База диода в этой фазе наполнена электронно-дырочной плазмой. Дырки из области базы дрейфуют к p+-области, а электроны — к n+-области со скоростью значительно меньшей, чем дрейфовая скорость насыщения. Плазма постепенно рассасывается. Ток в этой фазе остается неизменным. Наступает третья фаза, характеризуемая высоким значением напряжённости поля в диоде и предшествующая новому образованию лавинного ударного фронта. Наибольшую длительность имеет именно третья фаза.
Процессы режима с захваченной плазмой протекают заметно дольше, чем процессы пролётного режима. Поэтому при работе в режиме с захваченной плазмой контур настраивают на меньшую частоту. КПД режима с захваченной плазмой при этом заметно выше КПД пролётного режима и превышает 0,5.
Существует разновидность лавинно-пролётных диодов, работающих в инжекционно-пролётном режиме (BARITT-диоды).